# Chrysometa zelotypa
Chrysometa zelotypa is een spinnensoort in de taxonomische indeling van de strekspinnen.
Het dier behoort tot het geslacht Chrysometa. De wetenschappelijke naam van de soort werd voor het eerst geldig gepubliceerd in 1883 door Eugen von Keyserling.